# پایگاه نیرو هوایی تراویس
پایگاه نیرو هوایی تراویس  (به انگلیسی: Travis Air Force Base) یک فرودگاه است . این فرودگاه در کشور ایالات متحده آمریکا قرار دارد .